# إريك كاستونجواي
إريك كاستونجواي هو لاعب هوكي جليد كندي، ولد في 18 سبتمبر 1987 في درومونفيل في كندا.

## وصلات خارجية
- إريك كاستونجواي على موقع دوري الهوكي الوطني (الإنجليزية)
- إريك كاستونجواي على موقع EliteProspects.com (الإنجليزية)
- إريك كاستونجواي على موقع HockeyDB.com (الإنجليزية)